# Bécsi Operabál

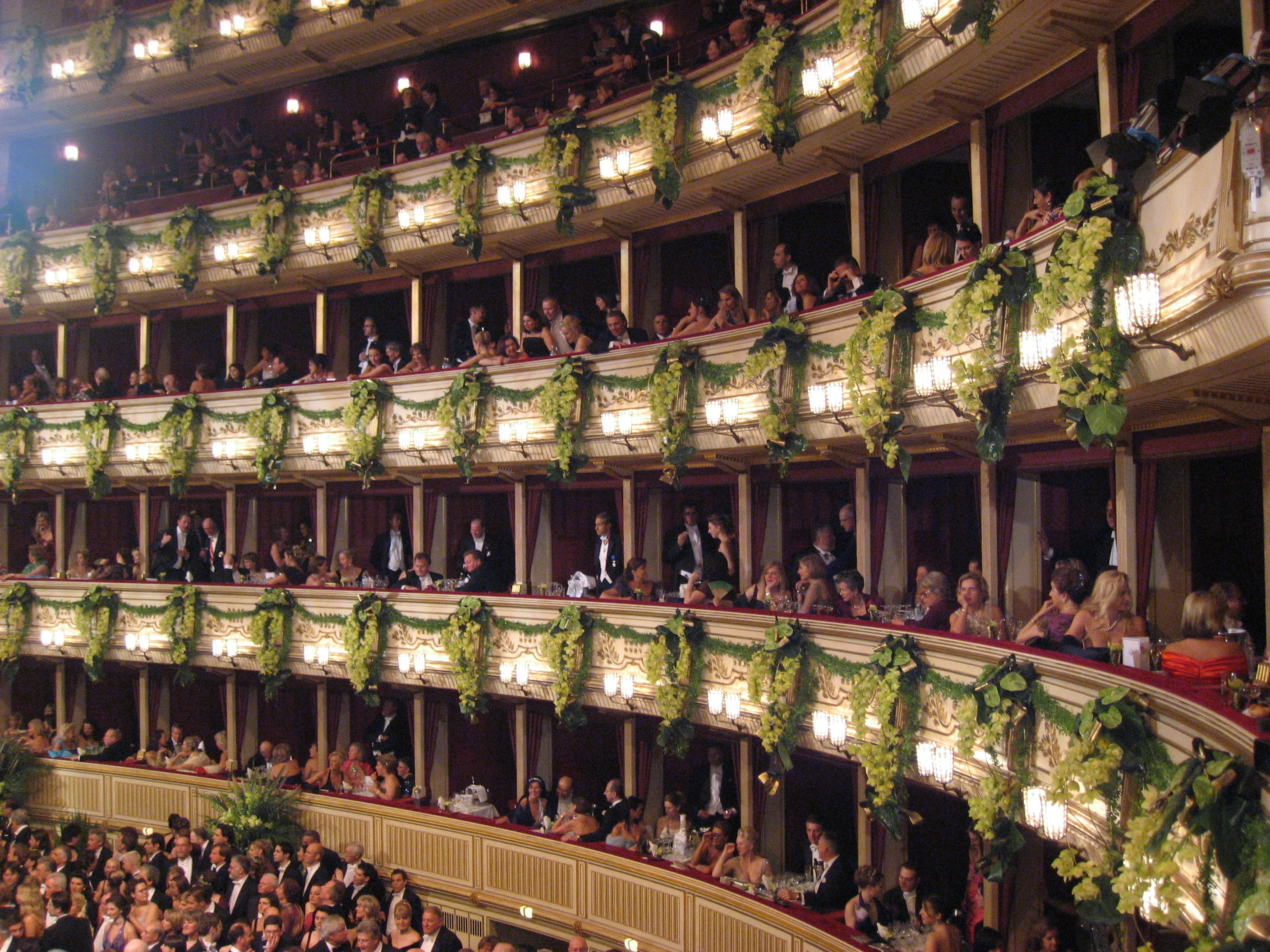
Operabál

Az Operabál az osztrák főváros társadalmi életének egyik legkiemelkedőbb eseménye, melyet a bécsi Operaházban rendeznek.

## Története
Bálokat 1877-től kezdődően tartottak a Hof-Operntheaterben. Az estélyeken, vagy később kosztümös bálokon elegáns báli ruhában és álarcban kellett megjelenni. Az álarcosbálokat az Opera Nyugdíjalap javára rendezték. 1899-ben tartották  az utolsót, mert nem volt túl népszerű. 
A Monarchia felbomlása után 1921-ben, 1924-ben, 1928-ban és 1929-ben tartottak kosztümös bálokat. 1935-ben rendezték az első ún. Operabált jótékonysági céllal, hogy felelevenítsék a valamikori jobb időket. Ekkor már a császári udvari bálokat, estélyeket utánozták inkább, mint az álarcosbálokat. Az ország vezetői is részt vettek az eseményen, hogy hivatalos jelleget adjanak a rendezvénynek. 1939-ben báloztak utoljára. Az Anschluss után a német nácik nem akartak lemondani erről a társadalmi eseményről. Az Operaházat bombatalálatok érték a második világháborúban, ezért csak 1956. február 9-én nyithatta meg újra kapuit a bál résztvevőinek. 

## Az Operabál rendezése

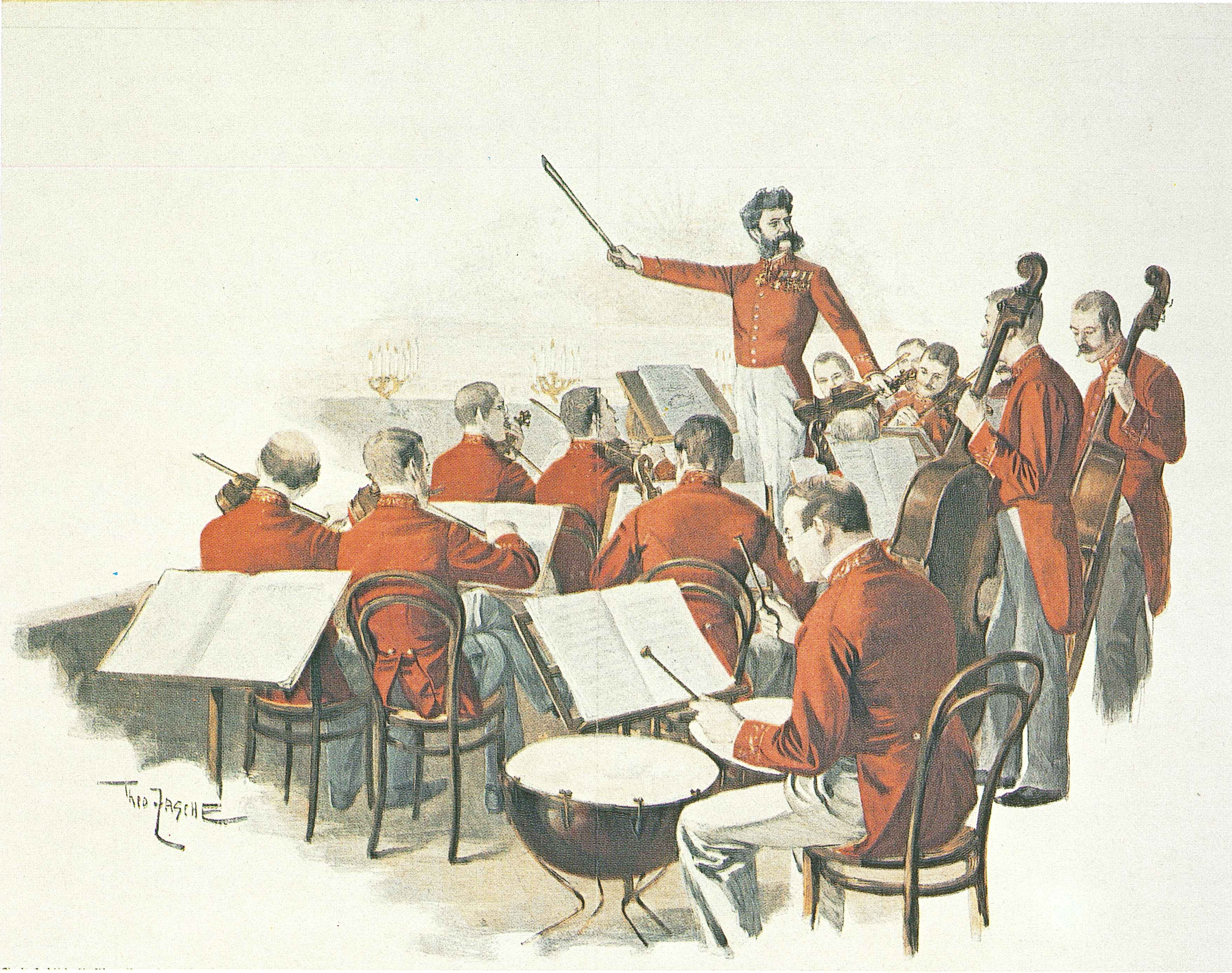
Johann Strauss, az udvari bálok zenei igazgatója

Az Operabál a farsang legkiemelkedőbb társadalmi eseménye Bécsben, a hamvazószerda előtti csütörtökön tartják. A bécsi életkultúrát és a báli hagyományokat mutatja be. A kultúrát, gazdaságot, politikát, sportot és tudományt képviselő nemzetközi vendégsereg legnagyobb találkozója. A megnyitóról készült képeket átveszi a világsajtó. A közelmúltban művészbállá alakult, az Operaház zenekarát híres karmesterek dirigálják, világhírű operaénekesek, balettművészek emelik a rendezvény színvonalát. 
Az Operaház nézőterét bálteremmé alakítják át. Az üléseket leszerelik, a zenekari árkot és a színpadot egy szintre hozzák, és  850 m² sík táncparkettet nyernek. A bált 180 első bálozó pár nyitja meg. 2009 óta minden évben más szövetségi tartomány tánciskolája koreografálja a nyitó polonézt. A bál éjszakájára éttermek, pezsgőbárok, osztrigabárok állnak a vendégek rendelkezésére, sőt játékkaszinó is nyílik erre az alkalomra.
Fanfár jelzi az osztrák elnök érkezését. Rögtön utána felcsendül Ausztria és az Európai Unió himnusza, majd az első bálozók egyik csoportja vonul be a bálterembe Carl Michael Ziehrer osztrák zeneszerző Fächerpolonaise táncmelódiájára. A művészeti program után megjelenik az elsőbálozók második csoportja. Végül a Johann Straussig visszanyúló hagyomány nyomán elhangzik az Alles Walzer felszólítás, ami azt jelzi, hogy a táncparkett készen áll a vendégek számára. Éjfélkor francia négyest járnak, hajnali három órakor ismét négyes következik. A Kék Duna keringő, a Radetzky-induló és Ferdinand Raimund Der Bauer als Millionär című zenés darabjának dala után pontosan 5 órakor fejeződik be az Operabál.